# Libertà dorata
Libertà dorata (in latino: Aurea Libertas, in polacco: Złota Wolność), anche definita democrazia nobiliare, si riferisce al sistema politico aristocratico in vigore nel Regno di Polonia e in seguito, dopo l'Unione di Lublino del 1569, nella Confederazione Polacco-Lituana. In questo sistema, tutta la nobiltà (la szlachta) godeva degli stessi diritti e degli stessi privilegi. La szlachta controllava la legislazione (nel Sejm cioè l'assemblea parlamentare) e il re eletto della Confederazione.
La Libertà dorata distingueva la Polonia ed era un'eccezione in un'epoca in cui l'assolutismo si stava sviluppando nei principali stati dell'Europa. La libertà, anche se goduta da una sola classe sociale, la szlachta (ma particolarmente estesa), era pressoché sconosciuta negli altri stati europei, dove il sovrano aveva il potere di vita e di morte sui suoi sudditi. Alla fine, però, gli eccessi della libertà dorata risultarono nella debolezza del governo centrale, una debolezza che permise agli stati confinanti di paralizzare la politica della Confederazione, portandola sull'orlo dell'anarchia e spianando la strada alle spartizioni della Polonia del tardo XVIII secolo.

## Sviluppo
Questo sistema politico, unico in Europa, nacque dal consolidamento del potere della nobiltà (szlachta) a scapito delle altre classi sociali e al sistema politico monarchico. La nobiltà accumulò via via sempre più potere al punto che nessun monarca potesse sperare di spezzare l'ascesa al potere da parte della szlachta.
La dottrina politica della Confederazione delle due Nazioni era "il nostro stato è una repubblica sotto la presidenza del Re". Il Cancelliere Jan Zamoyski riassunse questa dottrina quando disse "Rex regnat et non gubernat" ("Il Re regna ma non governa"). La Confederazione aveva un Parlamento, il Sejm, e anche un Senat e un re eletto. Il re era obbligato a rispettare i diritti dei cittadini riportati negli articoli enriciani e nei pacta conventa negoziati ai tempi della sua elezione.
Il potere del re era limitato, a favore della nobiltà. Ogni nuovo re doveva sottoscrivere gli articoli di re Enrico, che erano la base del sistema politico polacco e includevano garanzie di tolleranza religiosa quasi senza precedenti. Nel corso del tempo, gli articoli di re Enrico furono fusi con i pacta conventa, impegni specifici concordati dal re eletto. Da allora in poi il re fu effettivamente socio del ceto nobile e fu sempre vigilato da un gruppo di senatori. La dottrina aveva alle sue radici l'antico pensiero repubblicano, che fu poi riapplicato con vario successo alla realtà politica di una monarchia elettiva.
La fondazione della Libertà dorata nel 1573 includeva:
- l'elezione del re da tutti i nobili che desiderassero partecipare, nota come wolna elekcja ("elezione libera");
- l'introduzione del Sejm, il parlamento della Confederazione, che il re doveva tenere ogni due anni;
- pacta conventa, "accordi concordati" negoziati col re eletto, che includevano una carta dei diritti, obbligatoria per il re, derivanti dagli articoli enriciani;
- insurrezione, ossia il diritto per i nobili di formare una ribellione contro il re che viola le loro libertà garantite;
- libertà religiosa[3];
- liberum veto;
- konfederacja, il diritto di formare un'organizzazione per forzare su un obiettivo politico comune.

Il sistema politico della Confederazione non è facilmente etichettabile in una singola categoria, ma si potrebbe descrivere come un misto di:
- confederazione e federazione, con annessa autonomia di alcune regioni;
- oligarchia,[4] dato che solo il 15% della popolazione aveva diritti politici (la parte maschile della szlachta);
- democrazia, dato che tutti i nobili erano uguali in diritti e privilegi. Inoltre il parlamento poteva opporsi a decisioni importanti del re, compresa la legislazione, la politica estera, le dichiarazioni di guerra e la tassazione. È importante sottolineare come il 15% della popolazione con diritti politici era un grandissimo traguardo in Europa. Spesso molti nobili della Confederazione erano più poveri di alcuni contadini. Per fare un confronto con Paesi occidentali, in Francia, tre secoli dopo, nel 1831, solo l'1% della popolazione aveva diritto di voto.
- monarchia elettiva, perché il monarca era il capo di stato ma veniva eletto dalla nobiltà;
- monarchia costituzionale, perché il monarca doveva rispettare i patti fatti con la nobiltà, che poteva tra l'altro decidere di opporsi alle decisioni del re e renderle illegali.

## Valutazione del sistema
La libertà dorata era una caratteristica unica e controversa del sistema politico polacco. Fu un'eccezione, caratterizzata da una forte aristocrazia e da un debole re, in un'epoca in cui l'assolutismo si stava sviluppando nei paesi più forti d'Europa, ma l'eccezione fu caratterizzata da una sorprendente somiglianza con alcuni valori moderni. In un momento in cui la maggior parte dei paesi europei faceva politiche per centralizzare lo Stato, per far nascere la monarchia assoluta e la guerra religiosa e dinastica, la Confederazione ha sperimentato il decentramento, la confederazione e federazione, democrazia, tolleranza religiosa e persino pacifismo, dal momento che il Sejm di solito poneva il veto ai piani di guerra di un monarca. Il sistema era un precursore dei concetti moderni di democrazia più ampia e monarchia costituzionale nonché di federazione. I nobili della Confederazione lodavano il diritto di resistenza, il contratto sociale, i diritti liberali, il principio del governo per consenso, il valore dell'autosufficienza, tutti concetti diffusi che si trovano nelle moderne democrazie liberali. Proprio come i liberaldemocratici del XIX e XX secolo, i nobili polacchi erano preoccupati per il potere dello stato. I nobili polacchi erano fortemente contrari al concetto stesso di Stato autoritario.
Forse i più vicini alla "Nobile democrazia" polacca possono essere trovati fuori dall'Europa, negli Stati Uniti d'America, tra l'aristocrazia proprietaria di schiavi del Sud, dove i democratici proprietari di schiavi e i padri fondatori degli Stati Uniti, come Thomas Jefferson o George Washington, avevano molti valori in comune con i nobili riformisti del Commonwealth.
Altri invece criticano la libertà dorata, sottolineando che era limitata solo al ceto nobiliare, escludendo contadini o cittadini, e che non dava alcun sistema legale per concedere libertà e libertà alla maggioranza della popolazione. La confederazione era chiamata il "Paradiso dei Nobili", a volte, il "Paradiso Ebraico", ma anche il "Purgatorio per i Cittadini" (Burghers) e l'"Inferno per i Contadini". E anche tra la nobiltà, la libertà dorata fu abusata e distorta dai più potenti di loro (magnati). Tuttavia, questo "paradiso ebraico, ma anche il purgatorio per i cittadini e l'inferno per i contadini" era un'affermazione di satira sociale e si dovrebbe valutare se riflettesse il fatto dell'epoca. Un certo numero di contadini russi fuggirono dai loro signori molto più brutali per stabilirsi nella Polonia liberale, che potrebbe risaltare come esempio di controprova all'affermazione "l'inferno per i contadini".
La libertà dorata è anche stata criticata per aver scatenato "guerre civili e invasioni, debolezza nazionale, irrisolutezza, e povertà di spirito". Non riuscendo ad evolversi a un sistema moderno di assolutismo e di monarchia nazionale, la Confederazione subì un declino graduale fino quasi all'anarchia a causa del diritto di veto e altri abusi del sistema. Con la maggioranza dei nobili che credevano di vivere nello Stato perfetto, in pochissimi si chiedevano se la libertà dorata fosse un sistema giusto o meno. Quando i nobili si rifiutarono di pagare le tasse per un esercito più grande e moderno, e quando i magnati furono corrotti da potenze straniere paralizzando il sistema politico, la Confederazione non fu capace di restare in linea con i suoi Stati confinanti sul fronte militare, diventando vittima di aggressione. Alla fine, la Confederazione fu divisa e annessa dalle altre potenze assolutiste, generando la spartizione della Polonia.

## Sistemi simili
La libertà dorata creò uno Stato molto inusuale per i suoi tempi, ma in qualche modo era simile ad alcuni sistemi dei suoi contemporanei, come per esempio la Repubblica di Venezia, che veniva chiamata "la Serenissima", così come la Confederazione.
Un destino simile è stato evitato dall'Italia, a causa dell'incapacità dei re di Francia e Spagna e del papato di arrivare a delle decisioni sulla divisione del Paese. Anche nel 1861, reagendo alla dominazione asburgica di alcuni territori italiani, si è rischiato di fluire nella libertà dorata.

## Proverbio
I diritti e i privilegi della nobiltà divennero proverbiali. Un proverbio popolare polacco dice:
Szlachcic na zagrodzie równy wojewodzie
che in italiano significa:
"I nobili in questa proprietà sono come i voivoda"
In Polonia oggi significa che non c'è nessuno che un uomo libero possa immaginare come proprio superiore.